# 技師靴

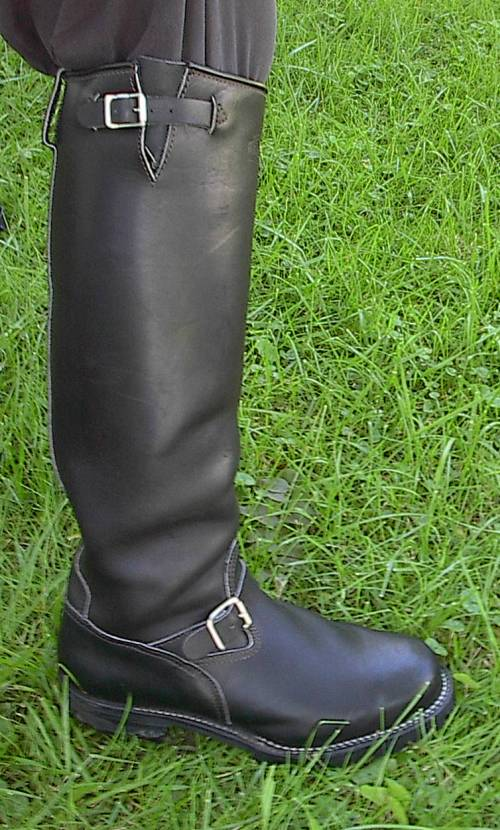
標準的及膝技師靴

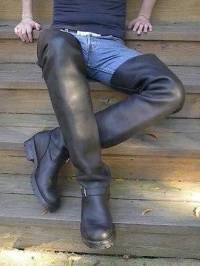
Wesco Big Boss

注意：本文主要以美國文化為中心編寫，同類主題但在其他地區的認知可能有一定程度的差別。
Engineer Boots，直譯為「技師/工兵靴」，但這並不是一個對其英文名的合理翻譯，因為Engineer Boots這名字起源於舊美式英語的「土地測量司」。現代的技師靴定義更加是為了與另外同是摩托靴種類但造型存在一定差異的靴（如騎警靴及Harness Boots等）作出區別。現在穿著技師靴的人大都為美國的摩托車手，包括騎摩托車的交通警察。這種靴一般不作正式摩托賽車之用。

## 名字起源
正直大萧条年代，位於美國威斯康辛州契帕瓦佛斯市的Chippewa鞋公司開發了一雙以英國馬靴為基礎，大禮帽型靴統的長靴。直到60年代美國零售商Sears將這款靴標上自己的牌子及展出土地測量司穿著的樣子，由於18至20世紀的美式英語的土地測量司是寫作Engineer，因此這種靴以Engineer Boots的名字一直留傳下來。

## 造型特點
以穿著方式來分，大部分技師靴都屬於「滑入」型（slip on / pull on）長統靴。靴身顏色大都為黑色，也有少量是咖啡色。現今的技師靴通常是兩層厚重的皮革製，外層的皮革經過塗油處理加強皮革的防水性。鞋頭位屬於圓形狀，靴統高度常見為11"至17或20"不等（業內以靴內量起為準而非從鞋跟底量起，西方人腳踵至膝蓋的普遍高度在17"以上），合計重量大約是7~8盎司。技師靴的設計是專為保護摩托車手的腳部及小腿，按製造業者或訂造人的要求，部分技師靴也會包含像工人靴的金屬製內置鞋頭帽。但有些生產者如Wesco會使用裡外兩層皮革黏牢包夾中央用來固定鞋形用的特殊纖維，同樣能達到加強鞋頭硬度的目的。靴統能保護小腿避免被運轉中的摩托車引擎燙傷，靴的襯裡能有效讓穿著者舒服地穿上和除下靴子。技師靴與其他靴的典型特徵分別是足踝位置及靴頂位置都縫有皮帶條和釦子用以繫緊腿部，靴頂的皮帶常見為1至2條，亦有3條的加長皮帶只為某些人的特別喜好而特製。鞋跟及鞋底以堅硬的橡膠製及留有凹凸狀（lug）增加摩擦力。

## 及胯技師靴
由Wesco製，另一種為滿足某些人的特別喜好而特製的特高型，稱為「Big Boss」（大首領）的技師靴。32"至38"的靴統，按穿著者的不同身高，靴頂可高及股部或胯部。主要為滿足部分愛長靴者的恋靴心態，就騎乘而言這種靴是不切實際的，僵硬的皮革會導致靴統膝部位置難以彎曲，妨礙了正常的騎乘姿勢，例如控制摩托車的腳踏。

## 穿技師靴的交通警察
美國各州的交通警察部隊雖然都會指示警官執勤時穿著指定的一種騎警靴，但因為沒有指明指定的廠商及，鑑於有限的制服津貼，所以部分騎警會選擇購買相對地便宜又附合制服規格的技師靴，例如Chippewa製的High Shine Boots（高光澤靴），以其靴型、皮革光澤及價錢成為不少美國騎警的選擇，亦有部分州的交通警察部隊直接採用High Shine作為標準制服規格之一。

## Harness Boots

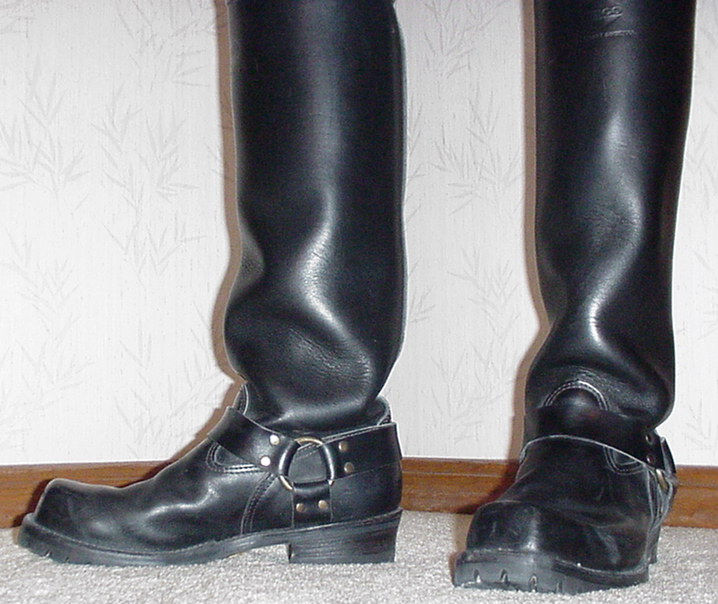
Wesco Harness Boots

Harness Boots是另一種構造及穿著群與技師靴極為相似的的靴，Harness意指馬具，但與同為馬靴的策騎靴——Cavalry / Cavalier boots不同。從字面上來說，Cavalry是直指騎在馬背上的騎兵，Harness則指由馬拉動的雙輪戰車。從歷史出發，穿著Cavalry Boots多為13世紀後歐洲，特別是英國的騎士，而真正叫作Harness Boots的靴則出現於19世紀的美國南北战争中，用以區別同战争中出現的Cavalry Boots。於50年代，製靴師傅以Harness Boots為基礎在外觀上增加了一些裝飾導致這款靴受到當時熱愛追趕潮流者和摩托車騎士熱切的歡迎，而之後被稱作Harness Boots的靴已經不再見於真正的騎馬人士身上。

### 現代Harness Boots的特點
Harness Boots與技師靴的內在結構大體上相同，但造型上有兩點決定性的差別：首先除開少量變種外Harness Boots的鞋頭都是翹起的方形狀（或稱作獅鼻頭）。另外Harness Boots沒有任何用來繫緊腿部的皮帶釦子，取而代之的是靴頂左右各一邊，讓手牽扯協助穿上靴子，突出的垂直皮條。踝關節位以4條皮條穿在左右兩個鎳或銅製環組合而成（有種錯覺是向正下方的兩條皮條是連接著，但實則不然），這設計完全不能調節踝關節位的寬緊度，純粹為一種裝飾。鞋頭與踝關節裝飾這兩點現今已經成為了Harness Boots的傳統特徵因而時有被鞋商稱作「Harness Toe」及「Harness Straps」。 靴頂位有時會被製作成技師靴的皮帶釦子，而另一種變化是將牽扯皮條縫在靴筒內側及不讓其不突出來，使靴身看起來較為「整潔」。
比起技師靴，Harness Boots在用料及顏色上有更多的變化，加上價錢上比技師靴要更低一點，這些現象都體現了它被非專業用戶的接受程度。

## 製造商
- Carolina （页面存档备份，存于）
- Chippewa （页面存档备份，存于） （契帕瓦製靴）
- Double H （页面存档备份，存于）
- Frye （页面存档备份，存于） （弗莱製靴）
- Georgia Boot （页面存档备份，存于）
- Harley-Davidson
- Red Wing （页面存档备份，存于）
- Wesco （页面存档备份，存于） （美國西岸製鞋）

## 穿技師靴的名人
- 在阿諾舒華辛力加主演的電影Terminator系列中，全身皮革打扮的機械人主角在第一集腳穿中筒Harness Boots，第三集則穿及膝技師靴。[6]